# Lala Kramarenko
Lala Dmítriyevna Kramarenko –en ruso, Лала Дмитриевна Крамаренко– (Moscú, 6 de diciembre de 2004) es una deportista rusa que compite en gimnasia rítmica, en la modalidad individual. Ganó tres medallas de oro en el Campeonato Mundial Juvenil de Gimnasia Rítmica de 2019.